# Essent
Essent N.V. (укр. Ессент) — нідерландська енергетична компанія, що базується в Гертогенбосі, Нідерланди. Essent дочірня компанія E.ON. Essent — акціонерне товариство з обмеженою відповідальністю та є найбільшою енергетичною компанією в країні. Також працює на ринку Бельгії. Essent надає споживачам газ, електроенергію, тепло- та енергетичні послуги. Essent (у тому числі її попередники) має понад 90-річний досвід роботи з генерацією, торгівлею, передачею та постачанням електроенергії.
Essent має 2,3 мільйона клієнтів, що споживають електроенергію, яку виробляє компанія та близько 2 мільйонів клієнтів — газ.

## Історія
Essent була сформована у 1999 році, в результаті злиття PNEM/MEGA GROEP та EDON GROEP, енергетичних груп, розташованих на півдні та на півночі Нідерландів, відповідно. PNEM/MEGA була створена у 1997 році шляхом злиттям PNEM та Mega Limburg. EDON була результатом злиття між NV Energiebedrijf IJsselmij та EGD (Energiebedrijf Groningen Drenthe). У 2005 році Nutsbedrijven Maastricht злився з Essent.
У 2000 році Essent придбала 51% акцій німецької Stadtwerke Bremen AG. У 2007 році Essent продала свій кабельний відділ Kabelcom інвестиційним компаніям Cinven і Warburg Pincus. У тому ж році Essent придбала Westland Energie Services. Також у 2007 році Essent запланувала злиття з іншою голландською енергетичною компанією Nuon Energy, але запропоноване злиття було скасовано.
У січні 2009 року німецька енергетична компанія, RWE AG, оголосила про свій намір викупити всі видатні і випущені акції Essent. 30 вересня 2009 року операція була закрита. До 1 жовтня 2009 року акції Essent належали шістьом голландським провінціям Оверейсел (18%), Гронінген (6%), Північний Брабант (30,8%), Дренте (2,3%), Флеволанд (0,02%) і Лімбург (16%) і більш ніж на 100 муніципалітетів в цих провінціях і в провінції Фрисландія (інші 26%).
З моменту розподілу RWE і innogy станом на 1 квітня 2016 року, електроенергетична частина була переведена в RWE Generation NL B.V., в той час як відновлювальна енергетика залишилася в Innogy Group. Innogy був придбана  E.ON 18 вересня 2019 року. Як наслідок, Essent є консолідованою частиною E.ON.